# Scandalo italiano del calcioscommesse del 1980

I calciatori italiani alla sbarra nel primo processo sul calcioscommesse, 13 giugno 1980.

Lo scandalo italiano del calcioscommesse del 1980, noto anche come Totonero, fu uno scandalo che colpì il calcio italiano nella stagione agonistica 1979-1980 e vide coinvolti giocatori, dirigenti e società di Serie A e B, i quali truccavano le partite di campionato attraverso scommesse clandestine che, per la FIGC, rappresentavano casi di illecito sportivo.
Le squadre condannate dalla giustizia sportiva furono Avellino, Bologna, Lazio, Milan e Perugia per la Serie A, e Palermo e Taranto per la Serie B. Tra tutti i club oggetto d'indagine, il Pescara fu l'unico assolto nonostante l'accusa avesse chiesto una penalizzazione, mentre i restanti furono assolti su richiesta stessa del procuratore federale.
Nonostante il calcio italiano fosse già incappato in casi extrasportivi nei decenni precedenti, il Totonero è considerato il primo, grande scandalo di illeciti e partite truccate nella storia della disciplina per via del numero di club e calciatori coinvolti e annessa risonanza mediatica, tanto che il presidente federale Artemio Franchi, all'epoca anche alla testa dell'UEFA, decise in seguito di rassegnare le dimissioni.

## Storia
L'idea di organizzare un giro di scommesse clandestine fu di un commerciante all'ingrosso di ortofrutta, Massimo Cruciani, il quale si avvalse della collaborazione di Alvaro Trinca, un ristoratore. Cruciani riforniva il ristorante di Trinca, “La Lampara”, vicino a piazza del Popolo a Roma: il locale era frequentato da molti calciatori di Lazio e Roma, dei quali sia il proprietario che il grossista fecero la conoscenza, stringendo accordi con alcuni di loro per truccare i risultati delle partite.
La prima gara interessata dalle combine fu l'amichevole Palermo-Lazio del 1º novembre 1979, finita in pareggio come preventivato. Fu truccata con successo anche Milan-Lazio (2-1) del 6 gennaio 1980, grazie all'aiuto del presidente dei rossoneri Felice Colombo e dei giocatori Albertosi, Morini (Milan), Giordano, Manfredonia, Cacciatori e Wilson (Lazio). Anche Lazio-Avellino del 13 gennaio (1-1) fu interessata da questo giro di scommesse, ma, non essendosi conclusa come preventivato, e così anche altre partite, nel giro di due mesi Cruciani e Trinca persero centinaia di milioni. Pertanto, il 1º marzo 1980, Cruciani e Trinca presentarono un esposto alla procura della Repubblica di Roma, sostenendo di essere stati truffati, e fecero i nomi di 27 calciatori e 12 società di Serie A e B.

Gli attaccanti della nazionale, Bruno Giordano e Paolo Rossi, due dei nomi illustri coinvolti nell'inchiesta

In seguito alla denuncia di Cruciani e di Trinca, il 23 marzo 1980 (24ª giornata di Serie A e 27ª giornata di Serie B) la magistratura effettuò una serie di arresti proprio sui campi di gioco, al termine degli incontri. Le manette scattarono per i giocatori Stefano Pellegrini dell'Avellino, Sergio Girardi del Genoa, Massimo Cacciatori, Bruno Giordano, Lionello Manfredonia e Giuseppe Wilson della Lazio, Claudio Merlo del Lecce, Enrico Albertosi e Giorgio Morini del Milan, Guido Magherini del Palermo e Gianfranco Casarsa, Mauro Della Martira e Luciano Zecchini del Perugia. Altri ricevettero ordini di comparizione, tra cui Paolo Rossi del Perugia, Giuseppe Dossena e Giuseppe Savoldi del Bologna e Oscar Damiani del Napoli.
Di Morini si accertò la consegna a Roma di 20 milioni, forniti dal presidente rossonero Felice Colombo, avvolti in carta da giornale per far tacere Trinca e Cruciani a seguito della partita contro la Lazio, giocata il 6 gennaio e vinta dal Milan per 2-1, mentre Rossi venne accusato d'aver concordato il pareggio dell'incontro Avellino-Perugia, giocato il 30 dicembre 1979 e finito 2-2.
Le immagini degli arresti e delle camionette di Polizia e Guardia di Finanza presenti negli stadi, rimasero famose per essere state riprese in diretta nel corso del programma sportivo 90º minuto. Il 23 dicembre 1980 tutti gli indagati vennero prosciolti poiché il fatto non sussisteva; vennero invece presi provvedimenti in ambito calcistico.

## Processi

### Sentenza di primo grado
La sentenza di primo grado fu resa pubblica dalla Commissione Disciplinare della Lega Nazionale Professionisti tra metà maggio e metà giugno, a campionati conclusi, con l'eccezione del calciatore Giuseppe Wilson per la gara tra Milan e Lazio del 6 gennaio, che fu giudicato il 13 luglio, e con le eccezioni di Giancarlo Antognoni e Piergiorgio Negrisolo, che furono giudicati il 24 luglio per l'incontro tra Pescara e Fiorentina del 10 febbraio, vinto dalla Fiorentina 2-1.

#### Serie A
Società
- Milan: retrocessione in Serie B.
- Avellino: 5 punti di penalizzazione nel Campionato 1980-1981.
- Bologna: 5 punti di penalizzazione nel Campionato 1980-1981 (caso Bologna-Avellino).
- Perugia: 5 punti di penalizzazione nel Campionato 1980-1981.
- Lazio: 5 punti di penalizzazione e multa di 10 milioni con diffida.
- Juventus: assolta.
- Napoli: assolto.
- Pescara: assolto.

Tesserati società
- Felice Colombo (presidente Milan): radiato.
- Tommaso Fabbretti (presidente Bologna): 1 anno (caso Bologna-Avellino).
- Giampiero Boniperti (presidente Juventus): assolto
- Riccardo Sogliano (direttore sportivo Bologna): assolto.
- Marino Perani (allenatore Bologna): assolto.
- Giovanni Trapattoni (allenatore Juventus): assolto.
- Luís Vinício (allenatore Napoli): assolto.

Calciatori
- Enrico Albertosi (Milan): radiato.
- Massimo Cacciatori (Lazio): radiato.
- Giuseppe Wilson (Lazio): radiato.
- Stefano Pellegrini (Avellino): 6 anni.
- Mauro Della Martira (Perugia): 5 anni.
- Carlo Petrini (Bologna): 3 anni e sei mesi (caso Bologna-Avellino).
- Giuseppe Savoldi (Bologna): 3 anni e sei mesi (caso Bologna-Avellino).
- Paolo Rossi (Perugia): 3 anni.
- Luciano Zecchini (Perugia): 3 anni.
- Bruno Giordano (Lazio): 1 anno e 6 mesi.
- Lionello Manfredonia (Lazio): 1 anno e 6 mesi.
- Franco Cordova (Avellino): 1 anno e 2 mesi.
- Piergiorgio Negrisolo (Pescara): 1 anno.
- Giorgio Morini (Milan): 10 mesi.
- Stefano Chiodi (Milan): 6 mesi.
- Oscar Damiani (Napoli): 4 mesi.
- Maurizio Montesi (Lazio): 4 mesi.
- Franco Colomba (Bologna): 3 mesi (caso Bologna-Avellino).
- Andrea Agostinelli (Napoli): assolto.
- Giancarlo Antognoni (Fiorentina): assolto.
- Claudio Pellegrini (Avellino): assolto.

#### Serie B
Società
- Genoa: assolto.
- Lecce: assolto.
- Palermo: assolto.
- Pistoiese: assolta.
- Taranto: assolto.

Calciatori
- Guido Magherini (Palermo): 1 anno e 6 mesi.
- Claudio Merlo (Lecce]): 1 anno e 6 mesi.
- Lionello Massimelli (Taranto): 1 anno.
- Francesco Brignani (Palermo): assolto.

### Sentenza d'appello
Nel processo d'appello la CAF, con sentenze inappellabili rese pubbliche tra il 19 e il 31 luglio 1980 (con l'eccezione dei calciatori Giuseppe Wilson, per la gara tra Milan e Lazio del 6 gennaio, e Giancarlo Antognoni e Piergiorgio Negrisolo, per la gara tra Pescara e Fiorentina del 10 febbraio, i quali saranno giudicati il successivo 29 settembre), fu confermata la maggior parte delle decisioni di primo grado con sconti di pena in alcune situazioni e con un aumento della pena in altre.

#### Serie A
Società
- Lazio: retrocessione in Serie B.
- Milan: retrocessione in Serie B.
- Avellino: 5 punti di penalizzazione nel Campionato 1980-1981.
- Bologna: 5 punti di penalizzazione nel Campionato 1980-1981 (caso Bologna-Avellino).
- Perugia: 5 punti di penalizzazione nel Campionato 1980-1981.
- Juventus: assolta.
- Napoli: assolto.
- Pescara: assolto.

Tesserati società
- Felice Colombo (presidente Milan): radiato.
- Tommaso Fabbretti (presidente Bologna): 1 anno (caso Bologna-Avellino).
- Giampiero Boniperti (presidente Juventus): assolto
- Riccardo Sogliano (direttore sportivo Bologna): assolto.
- Marino Perani (allenatore Bologna): assolto.
- Giovanni Trapattoni (allenatore Juventus): assolto.
- Luís Vinício (allenatore Napoli): assolto.

Calciatori
- Stefano Pellegrini (Avellino): 6 anni.
- Massimo Cacciatori (Lazio): 5 anni.
- Mauro Della Martira (Perugia): 5 anni.
- Enrico Albertosi (Milan): 4 anni.
- Bruno Giordano (Lazio): 3 anni e 6 mesi.
- Lionello Manfredonia (Lazio): 3 anni e 6 mesi.
- Carlo Petrini (Bologna): 3 anni e 6 mesi (caso Bologna-Avellino).
- Giuseppe Savoldi (Bologna): 3 anni e 6 mesi (caso Bologna-Avellino).
- Giuseppe Wilson (Lazio): 3 anni.
- Luciano Zecchini (Perugia): 3 anni.
- Paolo Rossi (Perugia): 2 anni.
- Franco Cordova (Avellino): 1 anno e 2 mesi.
- Giorgio Morini (Milan): 10 mesi.
- Stefano Chiodi (Milan): 6 mesi.
- Piergiorgio Negrisolo (Pescara): 5 mesi.
- Maurizio Montesi (Lazio): 4 mesi.
- Franco Colomba (Bologna): 3 mesi (caso Bologna-Avellino).
- Oscar Damiani (Napoli): 3 mesi.
- Andrea Agostinelli (Napoli): assolto.
- Giancarlo Antognoni (Fiorentina): assolto.
- Claudio Pellegrini (Avellino): assolto.

#### Serie B
Società
- Palermo: 5 punti di penalizzazione nel Campionato 1980-1981.
- Taranto: 5 punti di penalizzazione nel Campionato 1980-1981.
- Genoa: assolto.
- Lecce: assolto.
- Pistoiese: assolta.

Calciatori
- Guido Magherini (Palermo): 3 anni e 6 mesi.
- Lionello Massimelli (Taranto): 3 anni.
- Claudio Merlo (Lecce): 1 anno.
- Francesco Brignani (Palermo): assolto.

## Conseguenze
In seguito alle sentenze, il quadro iniziale dei campionati di Serie A e B nella stagione 1980-1981 si presentava così:

### Serie A
| Squadra    | Note                         |
| ---------- | ---------------------------- |
| Ascoli     |                              |
| Brescia    |                              |
| Cagliari   |                              |
| Catanzaro  |                              |
| Como       |                              |
| Fiorentina |                              |
| Inter      | Coppa dei Campioni 1980-1981 |
| Juventus   | Coppa UEFA 1980-1981         |
| Napoli     |                              |
| Pistoiese  |                              |
| Roma       | Coppa delle Coppe 1980-1981  |
| Torino     | Coppa UEFA 1980-1981         |
| Udinese    |                              |
| Avellino   | Partito da -5                |
| Bologna    | Partito da -5                |
| Perugia    | Partito da -5                |

### Serie B
| Squadra           | Note               |
| ----------------- | ------------------ |
| Atalanta          |                    |
| Bari              |                    |
| Catania           |                    |
| Cesena            |                    |
| Foggia            |                    |
| Genoa             |                    |
| Lazio             | Retrocessa dalla A |
| Lecce             |                    |
| Milan             | Retrocesso dalla A |
| Monza             |                    |
| Pescara           |                    |
| Pisa              |                    |
| Rimini            |                    |
| Sampdoria         |                    |
| SPAL              |                    |
| Varese            |                    |
| Verona            |                    |
| Lanerossi Vicenza |                    |
| Palermo           | Partito da -5      |
| Taranto           | Partito da -5      |

### Riduzione delle squalifiche
Dopo la vittoria della nazionale italiana al campionato del mondo 1982 la FIGC decise di condonare due anni di sospensione ai calciatori che in quel momento erano squalificati (Pellegrini, Cacciatori, Della Martira, Albertosi, Giordano, Wilson, Manfredonia, Petrini, Savoldi e Zecchini in Serie A, Magherini e Massimelli in Serie B). Ci furono cambiamenti anche a livello di squalifica dei tesserati: il massimo periodo di squalifica era limitato a cinque anni con proposta di radiazione, e la radiazione dei tesserati poteva deciderla il Presidente federale anziché i giudici sportivi.
- Per il Milan la retrocessione del 1980 fu la prima nella sua storia. Dopo aver vinto il campionato di Serie B 1980-1981, retrocesse nuovamente tra i cadetti al termine della stagione 1981-1982, essendo giunto terzultimo in classifica.
- La Lazio tornò in Serie B dopo otto anni (e dopo aver vinto uno Scudetto nel 1973-1974), ma dovette aspettare la stagione 1982-1983 per ritornare in massima serie.
- In Serie A, nella stagione 1980-1981 l'Avellino e il Bologna non risentirono dei cinque punti di penalizzazione. Il Perugia, anch'esso punito con cinque punti in meno in partenza, retrocesse in Serie B; la penalizzazione non fu però decisiva, dato che non si sarebbe salvato dalla retrocessione anche senza di essa.
- In Serie B, nella stagione 1980-1981 il Palermo non risentì dei cinque punti di penalizzazione; il Taranto, invece, anch'esso punito con cinque punti in meno in partenza, retrocesse in Serie C1, ma senza penalizzazione si sarebbe salvato.
- Il giocatore Paolo Rossi, a causa della squalifica, non disputò il campionato d'Europa 1980. Tornò a giocare il 29 aprile 1982, prendendo parte solo alle ultime tre partite di campionato con la Juventus; nonostante lo scarso numero di gare disputate, il CT Enzo Bearzot lo inserì nella lista dei convocati per il campionato del mondo 1982:[13] qui Rossi risulterà decisivo per la conquista del terzo titolo mondiale italiano, laureandosi capocannoniere dell'edizione.
- Il giocatore Giuseppe Wilson, nonostante il condono di due anni per la vittoria dell'Italia nel mondiale 1982, decise di ritirarsi. Si allontanò in modo definitivo dal calcio e declinò l'incarico, già attribuitogli, di direttore generale della Lazio.